# 栗原一登
栗原一登（くりはら かずと、1911年5月24日 - 1994年12月19日（83歳没））は、日本の演出家、児童劇作家。福岡県出身。小倉師範卒業、満州（現、中国東北部）に渡り、大連市に居住。のちに日本大学演劇科卒。栗原小巻の父。

## 人物・来歴
日本大学の講師、テレビ俳優学院理事長などを務め、「泥かぶら」（真山美保作）などを演出する。『学生演劇』を創刊し、教科書用戯曲教材の執筆など、児童・青少年演劇の育成に努めた。日本児童演劇協会会長を務めた。1981年『飛ぶ教室』編集委員。

## 著書
- 『一番星』日本文化藝能〈青年演劇文庫 第1輯〉、1947年1月。
- 『演劇の門』労働文化社、1947年11月。
- 『青空：児童劇集』（伊藤熹朔 装幀・舞台装置・さし絵）講談社、1948年7月。
- 『星と鬼たち』（伊藤熹朔 装幀・舞台装置・さし絵）かすみ書苑、1948年12月。

### 共編著
- 『学校劇実践資料図解大事典』（千田是也 共監修）全国教育図書、1968年9月。